# Альтенбург
Альтенбург (нем. Altenburg, н.-луж. Starograd, в.-луж. Starohród) — город в Тюрингии (Германия), в 45 км к югу от Лейпцига. До 1918 года — столица герцогства Саксен-Альтенбург, в 1918-20 гг. — центр одноимённого «свободного государства».

## История

### Первые поселения. Возникновение города. Императорский дворец
Первые поселения на территории города возникли около 4000 года до н. э. Плодородная земля, леса и богатые рыбой водоемы обеспечивали людей всем необходимым. Естественной защитой от нападения врагов для местного населения служили порфировые скалы. Между 1300 и 700 годами до н. э. область будущего Альтенбурга была заселена довольно плотно, однако отмечались значительные колебания численности населения. После падения королевства Тюрингия в 531 году местность заселялась западно-славянскими племенами. В это время было построено первое крепостное сооружение.
Первое упоминание Альтенбурга относится к 976 году. С 928 года Генрих I подчинил славянские племена к востоку от линии Заале-Эльба и основал маркграфство Мейсен. Укрепительные сооружения, построенные славянами на порфировых скалах, были заняты немецкими рыцарями, и на их месте был создан бургвард. 1 августа 976 года император Оттон II передал Альтенбург епископству Цайц. Следующее документальное упоминание города приходится на 1132 год, когда император Лотарь III остановился в императорском дворце (королевском пфальце) Альтенбурга. В документе он назван castro Plysn. Вокруг дворца из обычного поселения возник город. Кроме того, проходящая через Альтенбург Via Imperii, связывавшая между собой юг и север рейха, способствовала притоку в город торговцев и квалифицированных ремесленников. Позднее жители города расселились не только на заболоченной низине, но и около Nikolaikirchturm. Эта часть вошла в Альтенбург только при императоре Фридрихе I. В 1150 году в пфальце останавливался Конрад III. Фридрих Барбаросса посетил Альтенбург впервые в феврале 1165 года. Однако самым знаменательным было его второе пребывание в императорской резиденции города в июле 1172 года. После возвращения из Италии он озаботился укреплением своей власти в районе к северу от Альп. В Альтенбурге императором были приняты решения об изменениях границ областей рейха. На время правления Фридриха Барбароссы приходится основание (и приписывается императору) августинского монастыря Пресвятой Девы Марии (нем. Unserer Lieben Frauen St. Marien auf dem Berge vor Altenburg). Барбаросса побывал в Альтенбурге ещё четыре раза (1180, 1181, 1183 и 1188), поэтому город прозвали Barbarossastadt.

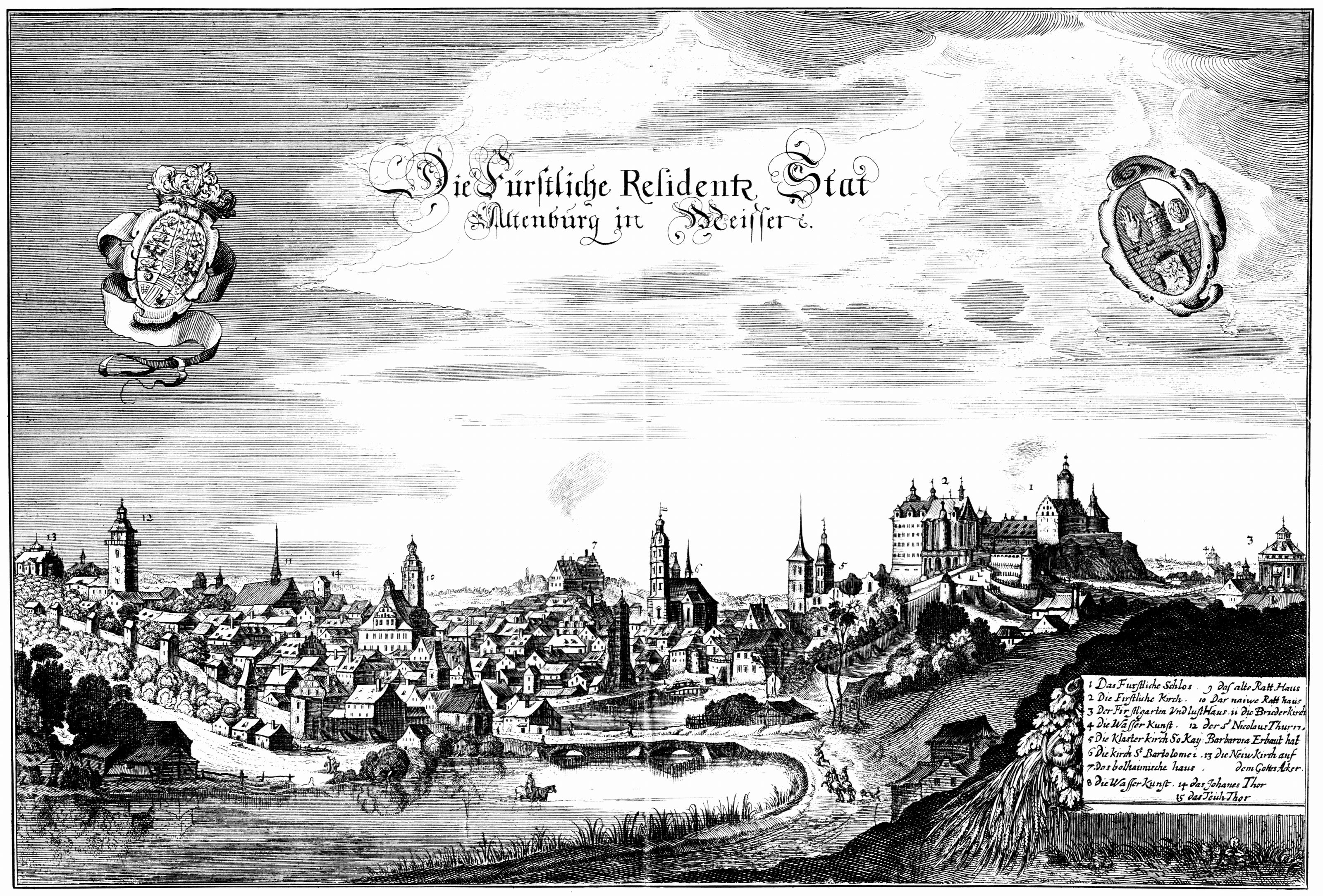
Альтенбург в середине XVII века, гравюра

В 1192 году в документах впервые упоминается Новый рынок. Это документальное свидетельство о расширении города на юг, в сторону от заболоченой низины. В 1223 году в Альтенбурге появилась вторая городская церковь (Св. Николайем). Её колокольня относится, вероятно, к сооружениям XII века и служила раньше наблюдательной вышкой. Позднее появились два монастыря: в 1238 году в западной части города монастырь францисканцев и ранее 1245 года — женский монастырь Magdaleniterinnen .
Как резиденцию Альтенбург использовали Генрих VI, Филипп Швабский, Оттон IV, Фридрих II, Генрих VII, король Рудольф фон Габсбург и Адольф Нассауский. С 1146 года и до своей смерти в 1159 году в городе проживал князь Силезии Владислав Изгнанник, с сыновьями Болеславом и Мешко.

### Во владении Веттинов
В 1253 году династия Веттинов объединила под своей властью Альтенбург, Хемниц и Цвиккау. Альбрехт II, сын Генриха Светлейшего получил область Плайсенланд от Фридриха II по случаю своего бракосочетания с его дочерью Маргаритой. В 1256 году Генрих Светлейший подтвердил права Альтенбурга. В 1273 году в городе произошли волнения. Причиной для них стали напряженные отношения между горожанами и каноником августинского монастыря.
31 мая 1307 года Фридрих Укушенный со своим братом Дитрихом IV привёл свои войска под Альтенбург. В битве при Луке с армией короля Альбрехта он одержал победу. С 1311 года власть над Плайсенландом перешла к Фридриху. В 1329 году протекторат Фридриха над этой областью был официально признан королём Германии. Таким образом Альтенбург был присоединён к маркграфству Мейсен и стал владением Веттинов. Фридрих III, маркграф Мейсена обновил в 1356 году свод законов Альтенбурга.
Армия из Альтенбурга в составе войск маркграфа мейсенского в 1426 году приняла участие в битве при Усти-над-Лабем. Табориты, возглавляемые Андреем Прокопом, разбили мейсенские войска. Перейдя Рудные горы, табориты направились на Саксонию и осадили Лейпциг, Альтенбург и Плауэн. Во время осады Альтенбурга, продолжавшейся три дня, большая часть города была разрушена. 

## Достопримечательности
Среди архитектурных памятников города — рыночная площадь с ренессансной ратушей (1562—1564), герцогский замок (XI—XVII века), церкви св. Агнессы и св. Варфоломея. Альтенбург издавна известен своим производством игральных карт, которым посвящён музей, размещённый в городском замке. Также работают музей Линденау со значительной коллекцией позднеготических и раннеренессансных работ итальянских художников (находится во дворце Бернхарда фон Линденау, построенном в 1876 году), музей пивоварения. Помимо этого среди городских достопримечательностей называют ботанический сад, театр (1869 год) и тысячелетний дуб.

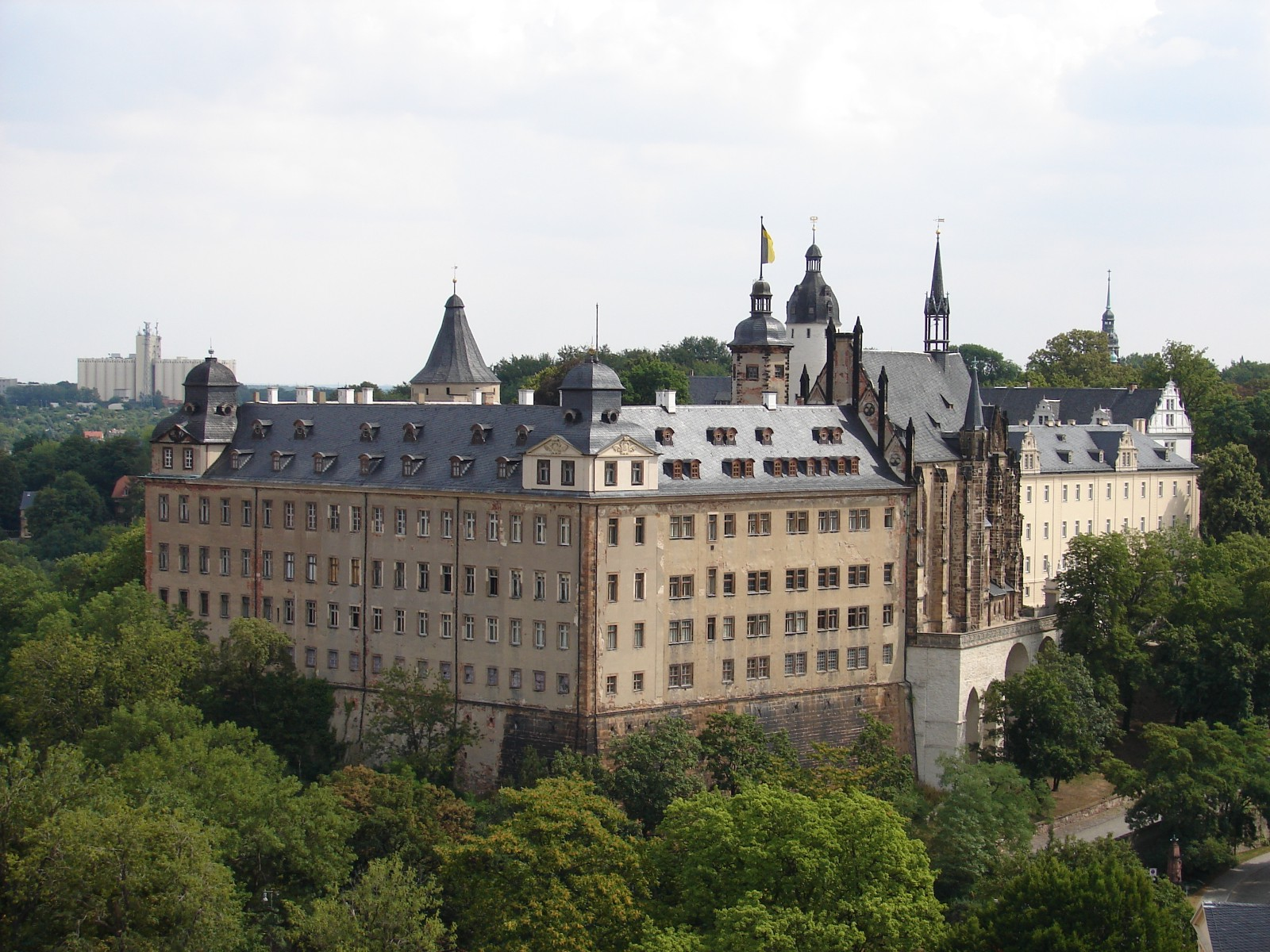
Альтенбургский замок
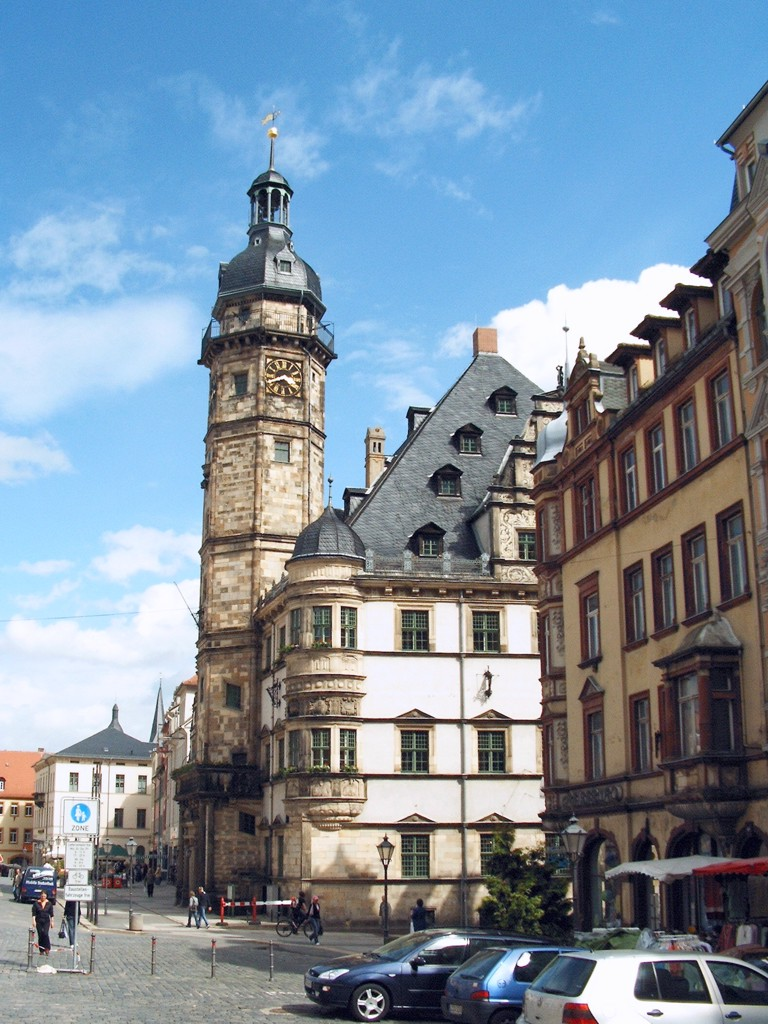
Ратуша
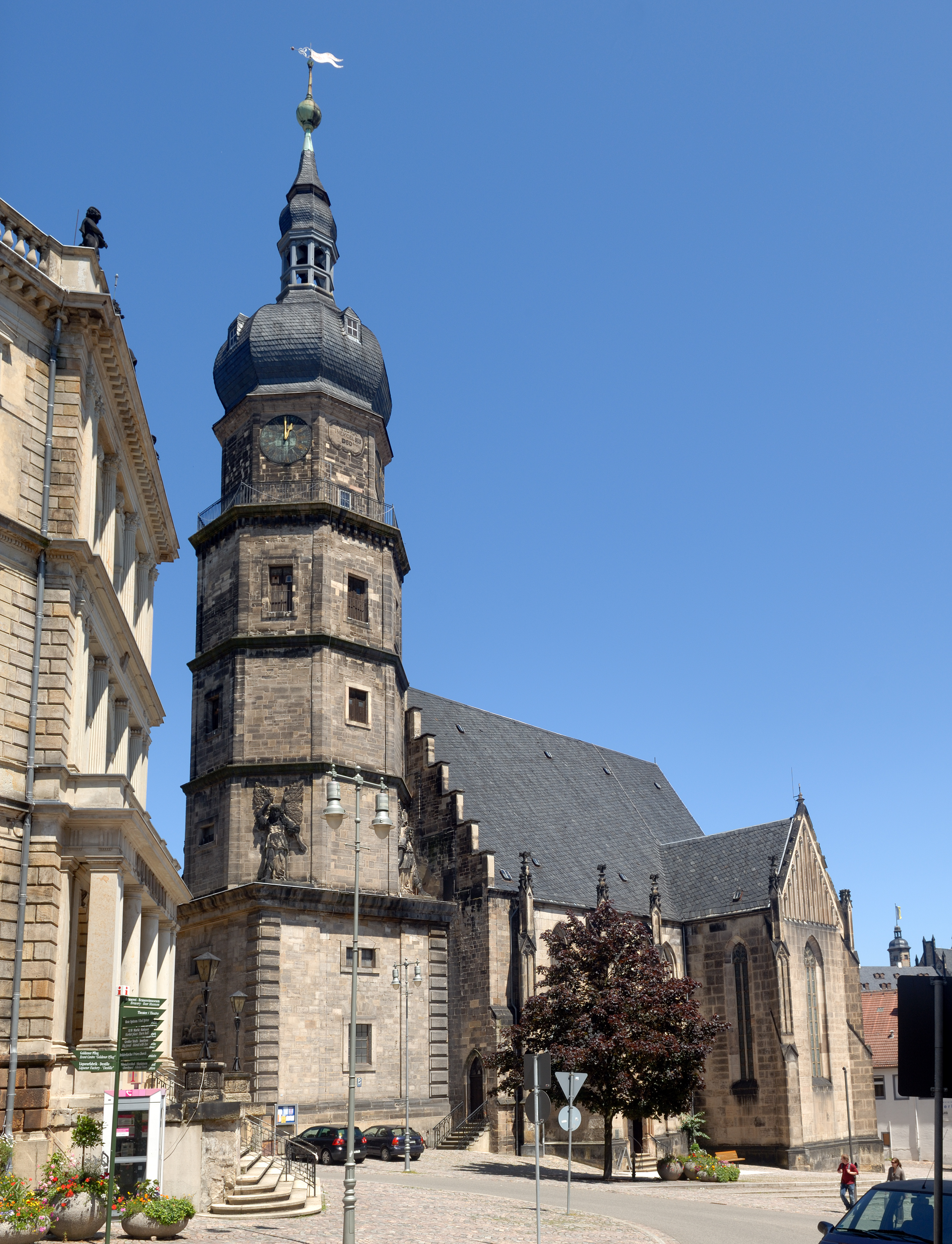
Церковь св. Варфоломея

## Промышленность
Промышленность Альтенбурга была основана на производстве текстиля и скобяных изделий в 19 и 20 веках, но большинство компаний не пережили переход к капитализму после воссоединения Германии.  Альтенбург был особенно известен производством швейных машин такими компаниями, как L. O. Dietrich (машины Vesta, Saxonia, Löwe, Minerva, Juno), Hermann Köhler AG (машины Köhler, Diva, Clementine, Hermann, Dora, Orion, Globus), Textima Wittenberge (Columba, Altin), Gustav Winselmann GmbH (Titan, Vera, Bera, Hera, Heraldus, Omnia, Marvel, Noris, Regia, Saxony, the Wellington)